# A Maçã no Escuro
A Maçã no Escuro é um romance de Clarice Lispector que narra a trajetória de um homem, Martim, fugitivo da cena de um crime. Durante a fuga ocorrem diversos pensamentos que remetem ao existencialismo e mesmo à filosofia hindu. 
O livro ganhou Prêmio Carmem Dolores Barbosa de melhor livro em 1961.